# Rund um Köln 2016
Il Rund um Köln 2016, centesima edizione della corsa, valevole come evento del circuito UCI Europe Tour 2016 categoria 1.1, si svolse il 12 giugno 2016 su un percorso di 205,8 km. La vittoria fu appannaggio dell'olandese Dylan Groenewegen, che giunse al traguardo in 4h 42' 45" precedendo i tedeschi André Greipel e Nikias Arndt.
Al traguardo di Colonia 126 ciclisti, dei 157 alla partenza, portarono a termine la competizione.

## Squadre e corridori partecipanti
| N.      | Cod. | Squadra                      |
| ------- | ---- | ---------------------------- |
| 11-18   | TGA  | Team Giant-Alpecin           |
| 21-27   | LTS  | Lotto-Soudal                 |
| 31-38   | TLJ  | Team Lotto NL-Jumbo          |
| 43-48   | DDD  | Team Dimension Data          |
| 51-58   | BMC  | BMC Racing Team              |
| 61-68   | BOA  | Bora-Argon 18                |
| 71-78   | SSG  | Stölting Service Group       |
| 81-88   | TSV  | Topsport Vlaanderen-Baloise  |
| 91-98   | DMP  | Delko-Marseille Provence-KTM |
| 101-108 | ONE  | ONE Pro Cycling              |
| 111-117 | LKT  | LKT Team Brandenburg         |

| N.      | Cod. | Squadra                        |
| ------- | ---- | ------------------------------ |
| 121-128 | RNR  | rad-net Rose Team              |
| 131-138 | BAI  | Stradalli-Bike Aid             |
| 141-146 | CJC  | Christina Jewelry Pro Cycling  |
| 151-158 | THF  | Team Heizomat                  |
| 161-168 | TKG  | Team Kuota-Lotto               |
| 171-178 | SVL  | Team Sauerland                 |
| 181-188 | HAC  | Team Hrinkow Advarics Cycleang |
| 191-198 | VBG  | Team Vorarlberg                |
| 201-208 | MMM  | Team 3M                        |
| 211-217 | LPC  | Leopard Pro Cycling            |
| 221-228 | RDT  | Rabobank Development Team      |

## Ordine d'arrivo (Top 10)
| Pos. | Corridore            | Squadra      | Tempo    |
| ---- | -------------------- | ------------ | -------- |
| 1    | Dylan Groenewegen    | Lotto NL     | 4h42'45" |
| 2    | André Greipel        | Lotto-Soudal | s.t.     |
| 3    | Nikias Arndt         | Giant        | s.t.     |
| 4    | Kristian Sbaragli    | Dimension    | s.t.     |
| 5    | Mark Renshaw         | Dimension    | s.t.     |
| 6    | Gerald Ciolek        | Stölting     | s.t.     |
| 7    | Pascal Ackermann     | rad-net      | s.t.     |
| 8    | Phil Bauhaus         | Bora         | s.t.     |
| 9    | Pieter Vanspeybrouck | Topsport Vl. | s.t.     |
| 10   | Steele Von Hoff      | ONE          | s.t.     |